# Vicente de la Fuente
Vicente de la Fuente (Calatayud, 29 de enero de 1817-Madrid, 25 de diciembre de 1889) fue un canonista, jurisconsulto e historiador español.

## Biografía

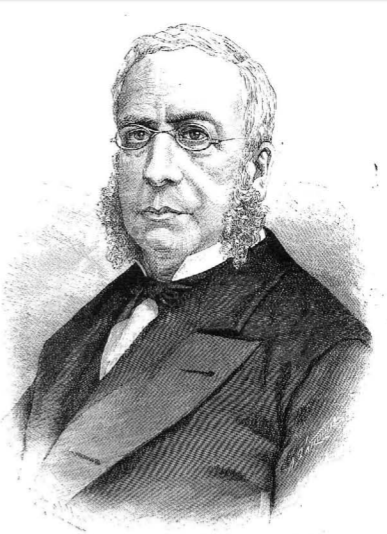
Retrato en La Ilustración Española y Americana

Nació en Calatayud el 29 de enero de 1817 en el seno de una familia de clase media dedicada al comercio. Realizó sus primeros estudios en el colegio de escolapios de Daroca y, durante ocho meses de 1827, en el de Zaragoza. Posteriormente (de 1828 a 1831) estudió Filosofía en el Seminario Conciliar de Tudela. Obtuvo siempre en los exámenes la primera nota némine discrepante. El 12 de junio de 1829 recibió la primera tonsura y alcanzó el grado de Bachiller en Filosofía en Zaragoza (7 de septiembre de 1831); estudió otros tres de Teología en la Universidad de Alcalá, donde obtuvo el título de bachiller en Teología el 26 de junio de 1834. Entonces pasó a estudiar ambos derechos en Madrid y se doctoró además en Teología. Fue rector del colegio complutense de Málaga entre 1838 y 1842, correspondiéndole la penosa responsabilidad de cerrar la centenaria fundación del obispo Moscoso. 
Ingresó en el Colegio de Abogados de Madrid en 1844, y ese mismo año también fue nombrado profesor de ciencias eclesiásticas en San Isidro. Estudió además lenguas orientales: hebreo y árabe. Fue catedrático en Salamanca y Madrid, y rector de la universidad de la Universidad Central. Perteneció a la Real Academia de Jurisprudencia y Legislación desde 1843 y a las de la Historia y de Ciencias Morales y Políticas; esta última le nombró bibliotecario en 1844. El 18 de febrero de 1845 fue nombrado bibliotecario mayor interino de la Universidad de Madrid, cargo que desempeñó gratuitamente. El 2 de octubre de 1848 fue comisionado para trasladar la biblioteca de la fenecida Universidad de Alcalá a la Central de Madrid: en esta labor distribuyó, clasificó y colocó en el espacio de tres meses los 20.000 volúmenes que la formaban en el establecimiento que se abrió en la calle de San Bernardo el 10 de enero de 1849. 
En mayo de 1852 fue nombrado catedrático de derecho canónico en la Universidad de Salamanca, puesto que ocupó hasta principios de 1858, en que se le trasladó a la de Madrid como profesor de Historia eclesiástica. La Academia de la Historia, de la que era miembro numerario desde 1861, le designó en 1867 para representarla en el Congreso Arqueológico de Amberes. Fue decano de la Facultad de Derecho durante muchos años.
Doctor y catedrático de Teología, pasó luego a Derecho al suprimirse de las universidades españolas la Facultad de Teología, y se encargó de la asignatura de Disciplina eclesiástica.
Con la Restauración de Alfonso XII, fue nombrado rector de la Universidad Central desde 7 de abril de 1875, año en que fue recibido en la Academia de Ciencias Morales y Políticas, hasta la segunda quincena de junio de 1877.
Destacó por su defensa del catolicismo y de la tradición española. Fue colaborador del diario El Pensamiento Español y de la revista Altar y Trono. En la década de 1880 escribió para el diario La Unión, órgano oficioso de la Unión Católica de Alejandro Pidal y Mon.

## Obra

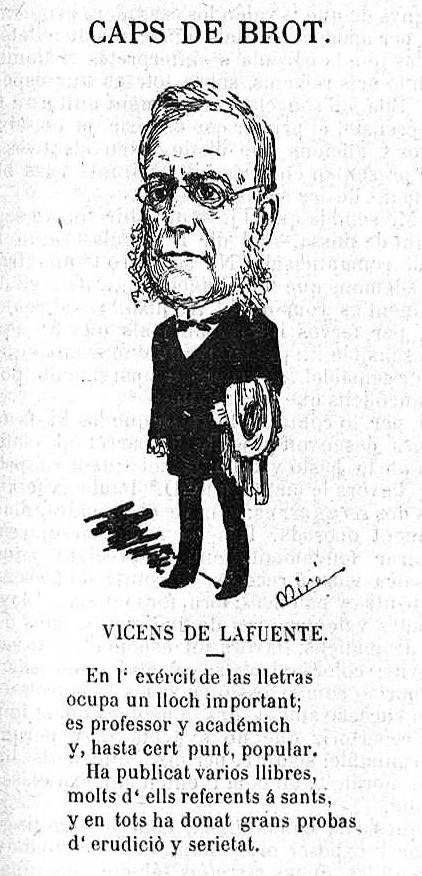
Caricaturizado por Ramon Miró en La Esquella de la Torratxa (1886)

Escribió unos ochenta libros, entre ellos una Historia de la siempre augusta y fidelísima ciudad de Calatayud (1880-1881); los tomos 49 y 50 de la inconclusa España sagrada de Enrique Flórez; una famosa y documentada Historia de las Sociedades Secretas en España (1870-1871); una Historia eclesiástica de España -concebida como continuación de la España Sagrada del padre Flórez- (1855-1859), inicialmente en cuatro volúmenes y corregida y aumentada a seis (1873-1875); Las Comunidades de Castilla y Aragón bajo el punto de vista geográfico; Expulsión de los jesuitas de España e Historia de las Universidades, seminarios, colegios y demás establecimientos docentes de España, cuatro vols. publicados entre 1884 y 1889, entre otras obras de no menor importancia; editó y anotó además la Vida y el Libro de las fundaciones de Santa Teresa de Jesús con la fotocincografía del texto original; La Virgen María y su culto en España en dos tomos y Las Quincuagenas de la Nobleza de España del capitán Gonzalo Fernández de Oviedo, con notas, además de las obras del padre Benito Jerónimo Feijoo para la BAE.
Luis Araujo Costa lo definió ideológicamente como «ultramontano, como Golmayo y el americano don Justo Donoso». Vicente de la Fuente se opuso en su obra de manera radical a los regalistas y a todo lo extranjero, queriendo encontrarlo todo en la península hispánica, por lo que en su Historia eclesiástica de España no dio a la liturgia excesiva importancia ni valoró a un autor como Dom Guéranger. Según Araujo, para Fuente el hecho de no nacer en España era «pecado imperdonable». Abominó de los Borbones y de los ministros de Fernando VI y Carlos III, a alguno de los cuales llamó despectivamente filobritánico. Enemigo de la masonería, vio la mano de las logias en las acciones del liberalismo español. A pesar de ello, Araujo valoró positivamente su obra y definió a Vicente de la Fuente y Bueno como «un valor positivo de la Universidad, la erudición y la bibliografía de nuestra Patria».

## Obras

### Libros y folletos
- Nuevas noticias acerca de Palacios Rubios, descubrimiento de un libro sobre las Indias y juicio crítico de él.
- Observaciones sobre el protestantismo. (Discurso traducido del francés), Madrid, 1842.
- Doña Juana la Loca, vindicada de la nota de herejía, Madrid, 1849, 43 p.
- y URBINA, J.: Catálogo de los libros manuscritos que se conservan en la Biblioteca de la Universidad de Salamanca y publicado por orden del señor Rector de la misma, Salamanca : Martín y Vázquez, 1855.
- Historia eclesiástica de España o Adiciones a la Historia General de la Iglesia, escrita por Alzog, y publicada por la Librería Religiosa, Barcelona: Imprenta de Pablo Riera, 1855-59, 4 vols.
- Biografía de León de Castro, Madrid, 1860.
- Historia militar, política y económica de las tres Comunidades de Calatayud, Teruel y Daroca. Discurso..., Madrid : Real Academia de Historia, 1861.
- Elogio del Arzobispo D. Rodrigo Jiménez de Rada. Discurso..., Madrid: Real Academia de Historia, 1862.
- El tercer jubileo del Santo Concilio de Trento. Comparación entre el catolicismo y el protestantismo en su estado actual relativamente al dogma y a la disciplina por Don..., Madrid: Tejado. A. Ladueña, 1863.
- La Santa Iglesia de Tarazona en sus estados antiguo y nuevo, [Madrid]: Real Academia de Historia, 1865, (España Sagrada; 49. Tratado; 87)
- La retención de bulas en España, ante la Historia y el Derecho, Madrid, 1865.
- La pluralidad de cultos y sus inconvenientes, Madrid, 1865-1866
- Eclesiastical Disciplinae ex Sacro Tridentino Concilio necnon ex Hispanis Synodis conventinibus, Matriti [Madrid], 1866
- Las Hervenciadas de Avila. Contienda histórico-literaria provocada por el Sr. D. ... y sostenida por D. Juan Martín Carramolino sobre la falsedad o verdad del notable suceso que con tal título recuerda la historia de Ávila, Madrid: Imprenta de El Pensamiento Español, 1866.
- La división de poderes. Sobre las relaciones entra la Iglesia y el Estado, Madrid, 1866.
- 1767 y 1867. Colección de artículos sobre la expulsión de los Jesuitas de España, publicados en la Revista Semanal, Madrid : R. Vicente, 1867, 2 partes ; 76-200 p.
- La sopa de los conventos, o sea Tratado de Economía Política en estilo joco-serio acerca de los obstáculos tradicionales en nuestro país, Madrid, 1868.
- Tratado teórico práctico de procedimientos eclesiásticos (junto con Francisco Gómez Salazar), Madrid, 1868
- La corte de Carlos III, Madrid, 1868
- El protestante protestado. Andres Tunn, Madrid: D.A.P. Dubrull, 1869.
- Doña Juana la Loca, vindicada de la nota de herejía, Madrid, 1870 (4ª ed.).
- La sopa de los conventos, o sea Tratado de Economía Política en estilo joco-serio acerca de los obstáculos tradicionales en nuestro país, México, 1870
- Sancti Anselmi Lucensis epicospivita, a Rangiero succesore suo, ... latino carmina scripta opus hactenus ineditum valdeque desideratum, Matriti [Madrid], 1870
- Historia de las sociedades secretas antiguas y modernas de España, especialmente de la Franc-Masonería, Lugo: Soto Freire, 2 v., 1870-71
- Los Concordatos: Cuestiones de Derecho Público Eclesiástico sobre su revocabilidad, Madrid, 1872.
- Vindicación del opúsculo sobre los Concordatos, Madrid, 1872.
- Historia de la Instrucción Pública en España y Portugal, Madrid: M. Rivadenayra, 1873, 33 p.
- Historia Eclesiástica de España, Madrid: Compañía de Impresores y Libreros del Reino, 1873-1875 (2ª ed. correg. y aum.), 6 v.
- La enseñanza tomística en España. Noticia de las Universidades, Colegios y Acedemias tomistas, con las fundaciones de ellas, Madrid, 1874.
- Lecciones de Disciplina eclesiástica y suplemento al tratado teórico práctico de Procedimientos eclesiásticos (junto con Francisco Gómez Salazar), 1874.
- Historia de las sociedades secretas antiguas y modernas en España, especialmente de la Franc-Masonería, Madrid-Lugo: Imp. a cargo de D.R.P. Infante, 1874- 81, 2 v.
- De la separación de la Iglesia y el Estado. Discurso..., Madrid : Real Academia de Ciencias Morales y Políticas, 1875, 107 p.
- Vida de Santa Teresa de Jesús (junto con Juan de Ávila), 1881.
- Historia de las universidades, colegios y demás establecimientos de enseñanza en España, 1884-89, 4 v.
- Cartas de Vicente de la Fuente a José M.ª Quadrado Palma de Mallorca: Miguel Durán Pastor, 1981.

### En obras colectivas
- "Contestación...", en Discursos leídos ante la Real Academia de la Historia en la recepción pública de... Francisco Codera Zaidin..., Madrid, 1879
- "Del elogio fúnebre de D. Santiago de Masarnau, (fragmento)", en Colección de trozos, Madrid: Sucesores de Ribadeneyra, 1911

### Artículos
- "Los señoríos de Aragón", Revista Hispanoamericana, VIII.
- "Las vaquillas de San Roque", Semanario Pintoresco Español, Madrid, 1840
- "El salmón de Alagón", Semanario Pintoresco Español, Madrid, 1842
- "El Conde de Campomanes", Semanario Pintoresco Español, Madrid, 1842
- "Palacios Rubio. Su importancia política, jurídica y literaria", Revista de Legislación y Jurisprudencia, Madrid : Reus, 1869
- "El báculo de don Pedro Martínez de Luna", Revista de Archivos, Bibliotecas y Museos, VII, Madrid, 1877
- "Las Comunidades de Castilla y Aragón bajo el punto de vista geográfico", Boletín de la Sociedad Geográfica de Madrid, 3, Madrid, 1880
- "Las primeras cortes de Aragón", Revista de Historia, III, Madrid, 1881
- "Los preludios en la Unión en tiempo de D. Jaime I el Conquistador", Revista Hispanoamericana, IX, 1882
- "Noticia histórica de la Academia", Memorias de la Real Academia de Ciencias Morales y Políticas, Madrid, 1884
- "Las tres Comunidades de Aragón", Estudios Críticos, II, 1885
- "La Cruz patriarcal o de doble travesía y su antigüedad y uso en España", Boletín de la Real Academia de Historia, 9, Madrid, 1886
- "Mosaico romano de Belmonte", Boletín de la Real Academia de Historia, IV, Madrid, 1889
- "Rosmini y sus obras", Memorias de la Real Academia de Ciencias Morales y Políticas, Madrid, 1889
- "Constitución política de Aragón en el año 1300", Memorias de la Real Academia de Ciencias Morales y Políticas, VII, Madrid, [s.a. 1893?]
- "Archivos de Tarazona, Veruela, Alfaro, Tudela, Calatayud y Borja", Boletín de la Real Academia de Historia, 24, Madrid, 1894